# Palau Tolrà
La casa Tolrà, no tindria la denominació de Palau fins al 1887, es va començar a construir cap al 1852 com a residència de Josep Tolrà Avellà, metge i fundador de l'empresa tèxtil Tolrà. L'arquitecte fou Emili Sala i Cortés i l'obra es va acabar de construir l'any 1890 per a la residència d'Emília Carles Tolrà, vídua de Josep Tolrà Avellà.

## Conjunt arquitectònic
El conjunt arquitectònic està format per tres edificis: residència, masoveria i galliners. L'arquitecte Emili Sala i Cortés, es va encarregar de realitzar un projecte amb una planta baixa i dos pisos, de composició volumètrica en tres cossos: el central cobert per terrat i els laterals amb coberta a quatre aigües de ceràmica vidrada. L'edifici presenta façanes simètriques amb la utilització de tot un repertori d'elements neoclàssics en la decoració tant de finestres com de cornises, impostes, frontó i frisos, entre d'altres. Val la pena destacar els elements de remat del cos central de la casa on es poden observar balustres, gerros i acroteri centrat amb inscripció de la data d'inauguració. També hi són presents remats en forma d'agulla de les cobertes laterals de ferro treballat i les ‘ margarides' segell de l'arquitecte.
Totes les finestres són arquitravades, amb decoracions florals. Al davant hi ha un jardí amb una glorieta o quiosc octogonal de fusta, un brollador, i algunes jardineres i bancs modernistes, a més d'una pèrgola de ferro colat.

## Jardí romàntic

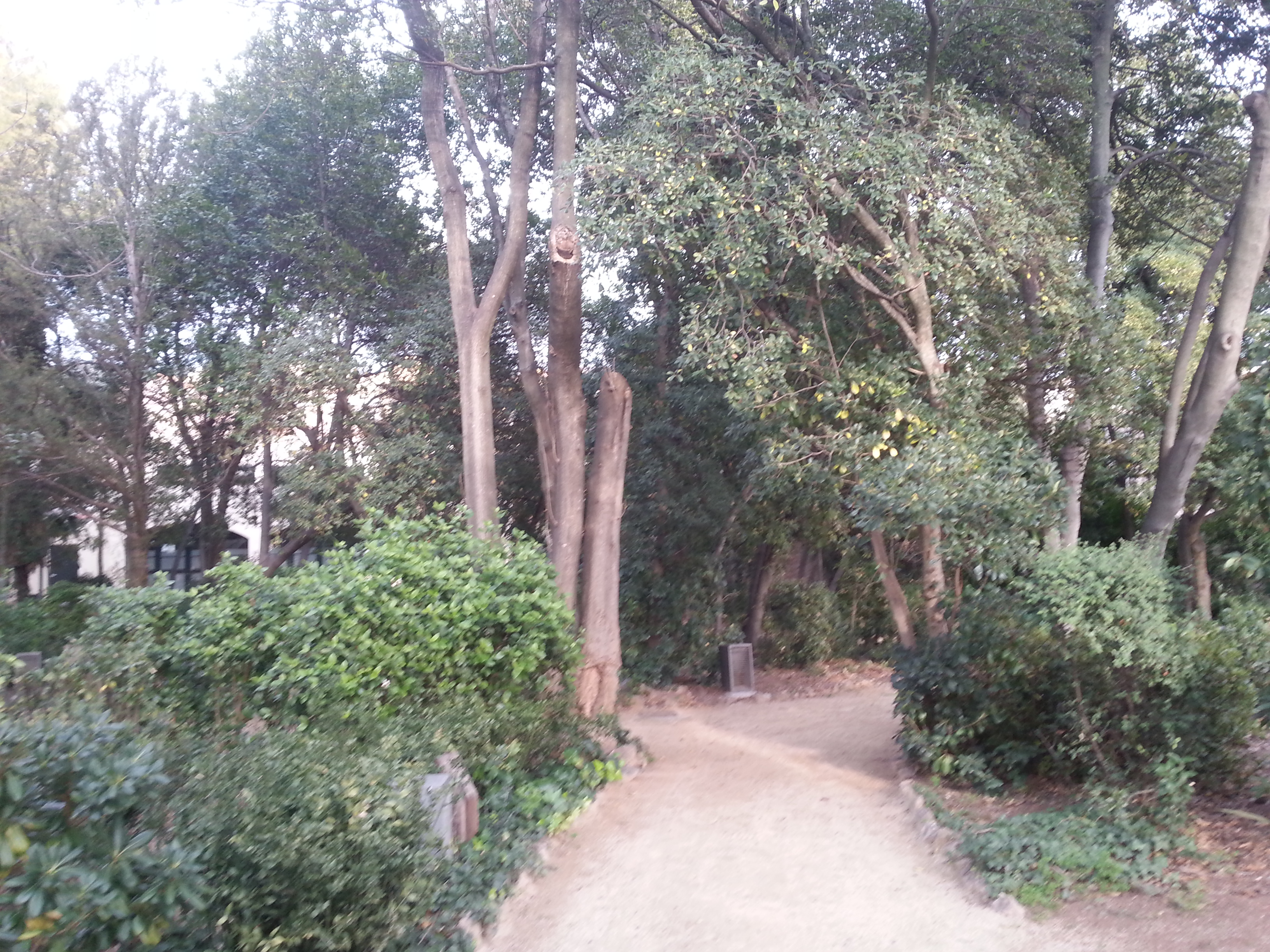
Entrada al Jardí del Palau

Del jardí s'hauria de destacar les pèrgoles d'estructura metàl·lica, que recorren tota la façana principal així com la que limita amb el Passeig Tolrà. Aquesta última rematada a sud per una glorieta de fusta i vidre de base poligonal i coberta piramidal de ceràmica vidriada, i pel nord per una altra glorieta de base quadrangular i coberta a quatre aigües. Els jardins del Palau Tolrà, s'han convertit en una àrea pública de passeig, amb elements arbrats d'interès i on s'hi celebren actes i concerts. La distribució interior respon a l'esquema simètric amb escala central amb llum zenital per lluernari, que distribueix les estances a cada banda. L'edifici havia contingut importants obres d'art, entre elles pintures de Pere Borrell del Casso. Destaca també la gran portalada de ferro amb l'escut i la data 1890.

## Història de l'edifici

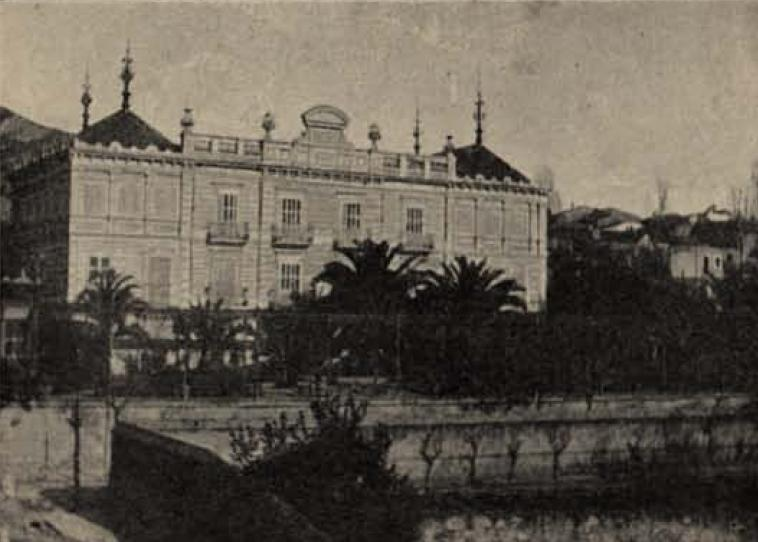
La Casa Tolrà l'any 1910

La construcció del Palau Tolrà fou ideada com la d'un edifici molt luxós, tant pel que fa a la decoració, com al mobiliari o la jardineria. Josep Tolrà Abellà es va instal·lar a Sant Esteve de Castellar l'any 1846 exercint com metge. Fou pocs anys després que va decidir fundar l'empresa de producció de peces de cotó, Tolrà. La seva mort el 1883, va impedir que pogués veure acabada la creació de l'edifici i que fos la seva vídua, Emília Carles-Tolrà, qui continués la tasca de promoure diversos projectes en el poble entre ells el propi Palau.
Durant la Guerra Civil el Palau Tolrà fou utilitzat com a seu de la junta gestora municipal republicana i la capella del Palau, dedicada a Sant Josep, fou parcialment destruïda. Durant els anys 70, anys 80 i anys 90, el Palau Tolrà fou la llar d'infants dels treballadors de la Tolrà amb una capacitat d'entre 50 i 75 nens fins que l'any 1988 l'Ajuntament de Castellar l'adquiriria per instal·lar-hi l'Institut de Batxillerat, del qual en fou la seu fins a l'any 1993 quan es construí l'actual IES Castellar.
En el Ple del 28 de juny de 1994, l'Ajuntament va aprovar per majoria absoluta el trasllat de la seu de la Casa de la Vila al Palau Tolrà. El trasllat de les dependències municipals es va fer el setembre de 1994 i es van inaugurar el dia 9 de setembre, en el marc de la Festa Major de la vila. Abans però l'Ajuntament va emprendre unes importants reformes que consistien a adequar unes noves escales i un ascensor a la part posterior del Palau, per garantir l'accessibilitat de l'edifici, en enderrocar alguns dels envans aixecats per separar aules de l'institut i en la restauració dels elements ornamentals de maçoneria i la restauració de la profusa decoració pictòrica de les parets de la capella. Les finestres amb vitralls van ser restaurats pel vitraller Joan Serra Renom, de Sabadell. Aquesta reforma suposava també la recuperació de la casa masoveria del palau Tolrà i l'adequació dels antics galliners per acollir-hi dependències municipals.

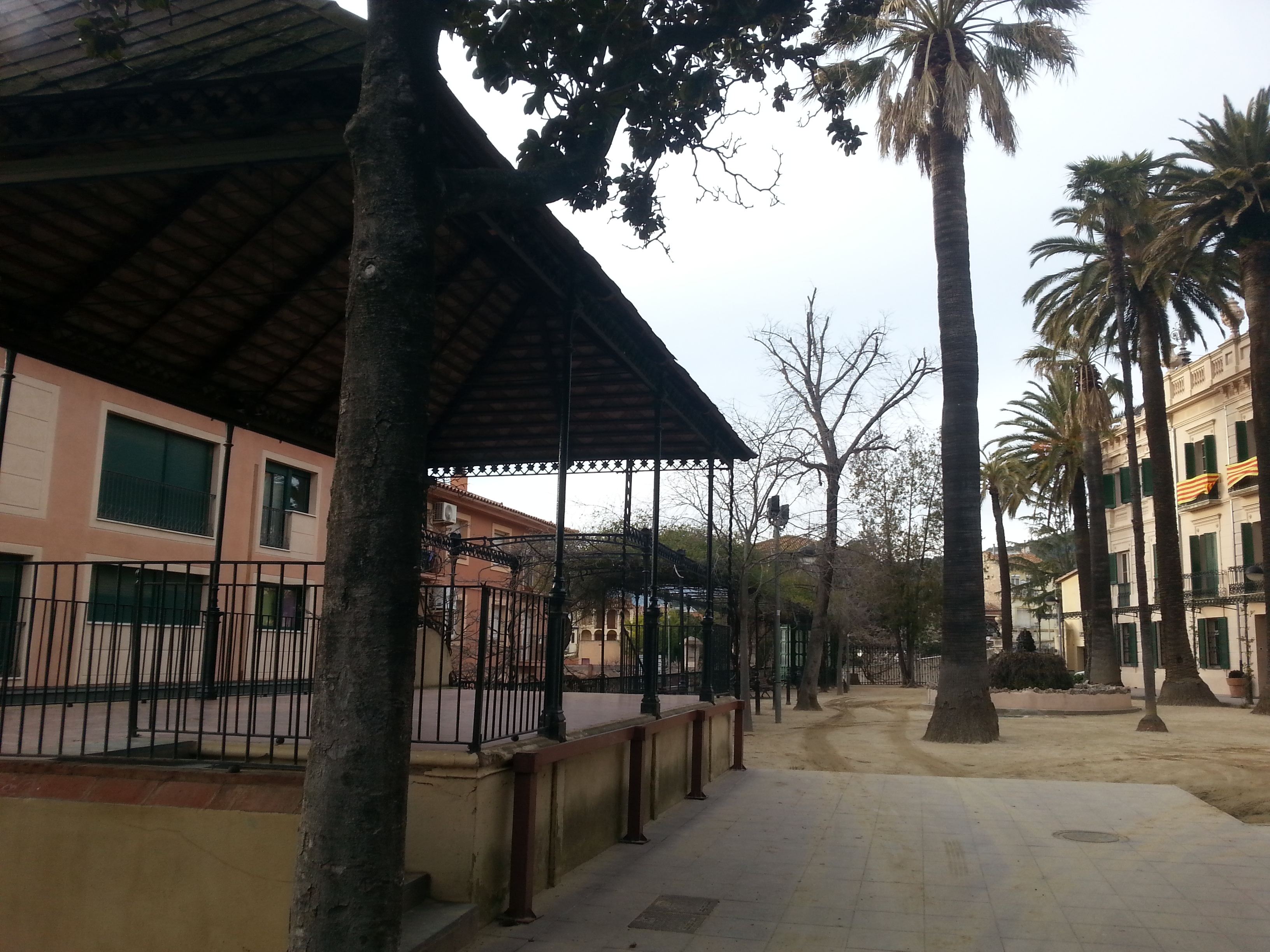
El Quiosc del Palau

L'any 2003 l'ajuntament va promoure una restauració de la façana reparant esquerdes i substituint els desaigües i peces ornamentals, juntament amb la pintura de la fusteria, la reparació de la teulada i reparació del sortidor d'aigua de l'entrada del Palau. L'actuació va tenir un pressupost de 180.000 euros, quantitat que va ser assumida de forma íntegra per l'administració local. Després de la rehabilitació de les façanes del Palau Tolrà el consistori va encarregar la rehabilitació i restauració de la Capella, on s'hi fan reunions d'alcaldia. L'actuació preveia el reforç de l'estructura del terra de la capella, que està formada per una volta de totxo ceràmic, i que amb el pas dels anys havia anat cedint provocant esquerdes i que el paviment cedís uns centímetres. La intervenció consistí a aixecar el paviment antic format per peces de mosaic hidràulic per reparar la volta ceràmica i reforçar-la amb una capa de formigó. Aquesta actuació també preveia la rehabilitació del passadís de la primera planta. Un espai de molt trànsit i que també requeria una intervenció. A part de ser la seu administrativa del consistori local, els seus jardins es solen usar a l'estiu per fer concerts a l'aire lliure, així com per realitzar-hi diversos actes durant la festa major.